# حريش مرقش
حريش مرقش (الاسم العلمي: Lithobius variegatus) هو نوع من المفصليات يتبع جنس الحريش من الفصيلة الحريشية.